# Mistrovství světa v ledním hokeji 2001 (Divize I)
Mistrovství světa v ledním hokeji (Divize I) se probíhala ve dnech 16. dubna – 22. dubna 2001 ve městech Grenoble (Skupina A) a Lublaň (Skupina B).

## Výsledky a tabulky

### SkupinaA
| Poř. | Země       | Z | V | R | P | Skóre | B |
| ---- | ---------- | - | - | - | - | ----- | - |
| 1.   | Polsko     | 5 | 4 | 0 | 1 | 27:9  | 8 |
| 2.   | Francie    | 5 | 3 | 1 | 1 | 20:10 | 7 |
| 3.   | Dánsko     | 5 | 3 | 0 | 2 | 23:14 | 6 |
| 4.   | Maďarsko   | 5 | 3 | 0 | 2 | 19:15 | 6 |
| 5.   | Nizozemsko | 5 | 1 | 1 | 3 | 10:25 | 3 |
| 6.   | Litva      | 5 | 0 | 0 | 5 | 10:36 | 0 |

 Maďarsko –  Dánsko 3:5 (2:3, 1:1, 0:1)
16. dubna – Grenoble
 Nizozemsko –  Polsko 0:4 (0:1, 0:1, 0:2)
16. dubna – Grenoble
 Litva –  Francie 1:7 (0:4, 0:1, 1:2)
16. dubna – Grenoble
 Polsko –  Maďarsko 3:0 (1:0, 2:0, 0:0)
17. dubna – Grenoble
 Dánsko –  Litva 8:1 (2:0, 2:1, 4:0)
17. dubna – Grenoble
 Francie –  Nizozemsko 4:4 (0:1, 2:0, 2:3)
17. dubna – Grenoble
 Litva –  Nizozemsko 2:3 (0:2, 1:0, 1:1)
19. dubna – Grenoble
 Polsko –  Dánsko 5:3 (1:1, 3:1, 1:1)
19. dubna – Grenoble
 Francie –  Maďarsko 1:3 (0:1, 1:1, 0:1)
19. dubna – Grenoble
 Nizozemsko –  Maďarsko 2:8 (0:1, 0:4, 2:3)
21. dubna – Grenoble
 Polsko -  Litva 13:2 (3:0, 4:0, 6:2)
21. dubna – Grenoble
 Dánsko –  Francie 0:4 (0:2, 0:1, 0:1)
21. dubna – Grenoble
 Maďarsko –  Litva 5:4 (2:0, 1:3, 2:1)
22. dubna – Grenoble
 Dánsko –  Nizozemsko 7:1 (2:0, 4:1, 1:0)
22. dubna – Grenoble
 Francie –  Polsko 4:2 (0:1, 1:0, 3:1)
22. dubna – Grenoble

### SkupinaB
| Poř. | Země           | Z | V | R | P | Skóre | B |
| ---- | -------------- | - | - | - | - | ----- | - |
| 1.   | Slovinsko      | 5 | 4 | 1 | 0 | 44:6  | 9 |
| 2.   | Velká Británie | 5 | 4 | 1 | 0 | 42:9  | 9 |
| 3.   | Kazachstán     | 5 | 3 | 0 | 2 | 35:21 | 6 |
| 4.   | Chorvatsko     | 5 | 1 | 1 | 3 | 17:45 | 3 |
| 5.   | Čína           | 5 | 1 | 0 | 4 | 8:39  | 2 |
| 6.   | Estonsko       | 5 | 0 | 1 | 4 | 13:39 | 1 |

 Kazachstán –  Čína 12:1 (4:1, 3:0, 5:0)
15. dubna - Lublaň
 Velká Británie –  Estonsko 6:2 (1:0, 2:0, 3:2)
15. dubna - Lublaň
 Chorvatsko –  Slovinsko 1:15 (0:8, 0:2, 1:5)
15. dubna - Lublaň
 Estonsko –  Kazachstán 3:8 (0:1, 1:2, 2:5)
17. dubna - Lublaň
 Velká Británie –  Chorvatsko 10:1 (3:0, 4:1, 3:0)
17. dubna - Lublaň
 Slovinsko –  Čína 7:1 (1:0, 4:0, 2:1)
17. dubna - Lublaň
 Chorvatsko –  Kazachstán 3:12 (0:6, 0:4, 3:2)
18. dubna - Lublaň
 Čína –  Estonsko 3:2 (0:0, 2:1, 1:1)
18. dubna - Lublaň
 Slovinsko –  Velká Británie 3:3 (2:0, 0:2, 1:1)
18. dubna - Lublaň
 Velká Británie –  Čína 12:1 (2:1, 2:0, 8:0)
20. dubna - Lublaň
 Estonsko –  Chorvatsko 6:6 (2:1, 4:3, 0:2)
20. dubna - Lublaň
 Kazachstán –  Slovinsko 1:3 (0:0, 1:2, 0:1)
20. dubna - Lublaň
 Čína –  Chorvatsko 2:6 (1:1, 0:3, 1:2)
21. dubna - Lublaň
 Kazachstán –  Velká Británie 2:11 (1:3, 1:4, 0:4)
21. dubna - Lublaň
 Estonsko –  Slovinsko 0:16 (0:2, 0:8, 0:6)
21. dubna - Lublaň